# Rajdowe Samochodowe Mistrzostwa Polski 2023
Rajdowe Samochodowe Mistrzostwa Polski 2023 to sezon rajdów samochodowych rozgrywanych w roku 2023, mający na celu wyłonienie najlepszego kierowcy wraz z pilotem na polskich drogach, organizowany przez Polski Związek Motorowy. Rajdowe samochodowe mistrzostwa Polski w roku 2023 obejmowały siedem rund. Aby zdobywać punkty w klasyfikacji rocznej zawodnik musi prędzej dokonać rejestracji do cyklu RSMP. Do końcowej klasyfikacji zaliczane były wszystkie siedem startów.
RSMP 2023 wygrał Grzegorz Grzyb, który wygrał 4 z 7 eliminacji sezonu. Tym samym zdobył po raz trzeci tytuł mistrza Polski.

## Kalendarz
W kalendarzu RSMP 2023 zaplanowano siedem rund odbywających się wyłącznie w granicach naszego kraju (w sezonie 2022 dwa rajdy odbyły się poza Polską). W cyklu zadebiutuje Rajd Małopolski.

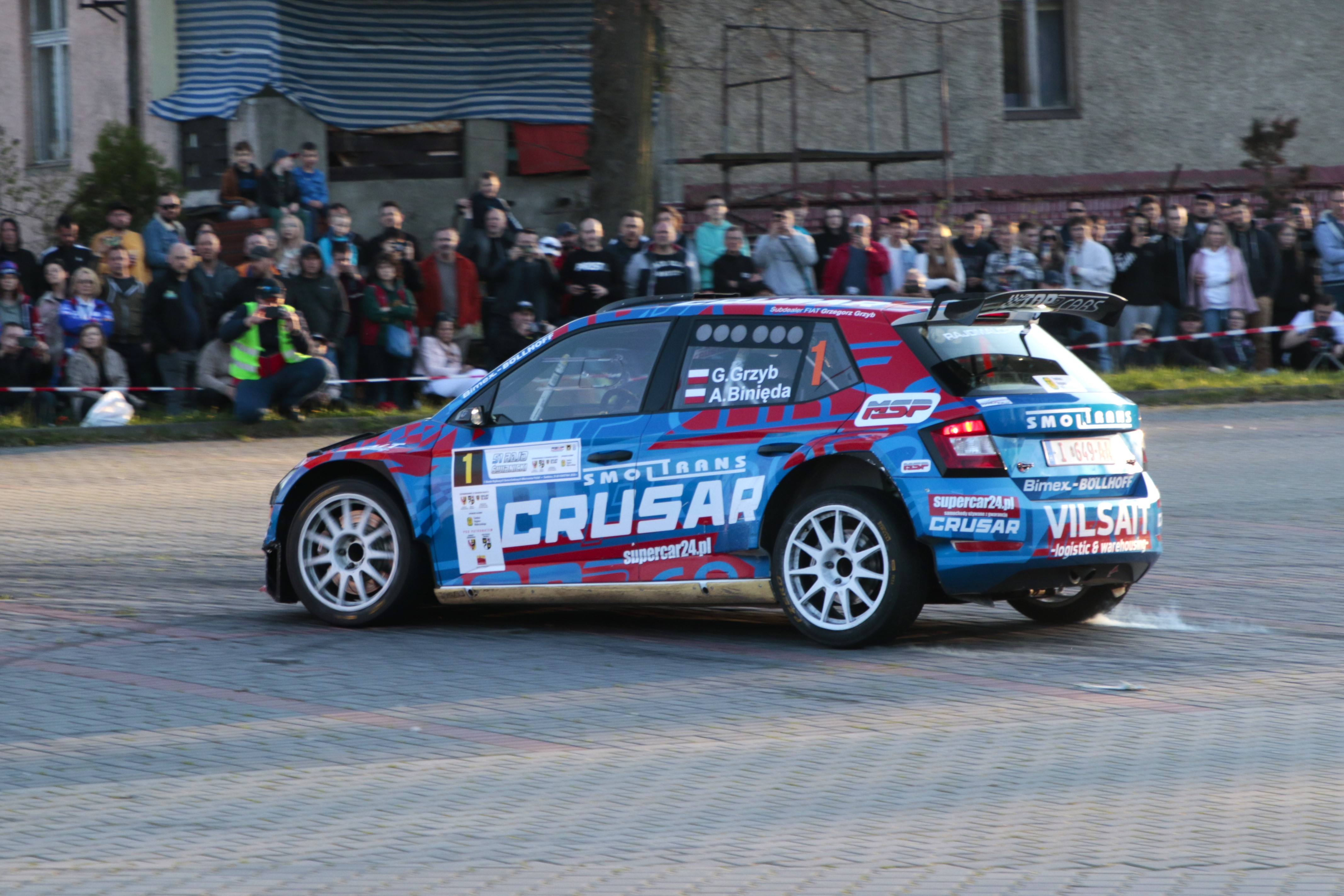
Mistrz polski RSMP 2023 Grzegorz Grzyb podczas wygranego Rajdu Świdnickiego 2023

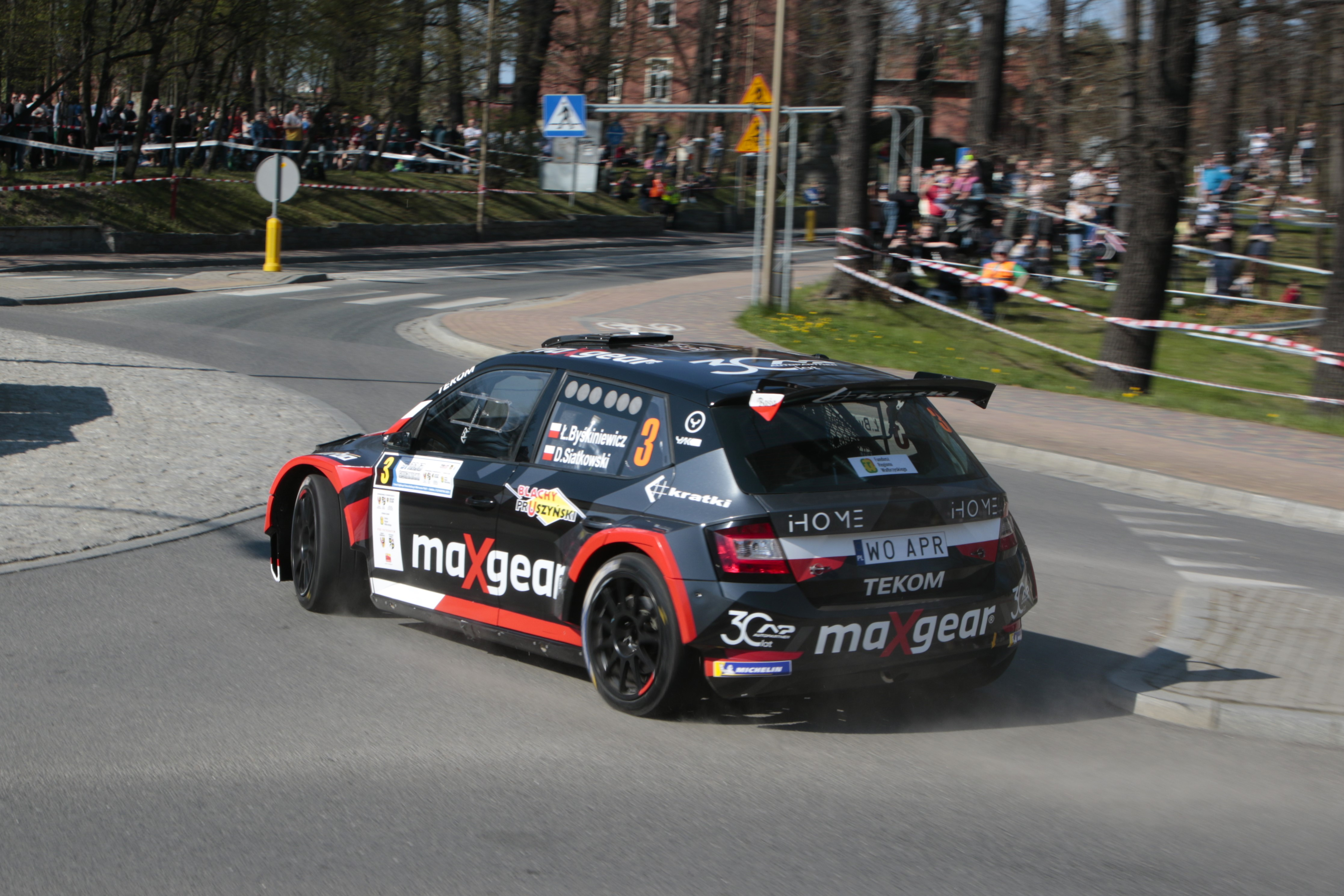
Wicemistrz polski RSMP 2023 Łukasz Byśkiniewicz podczas Rajdu Świdnickiego 2023

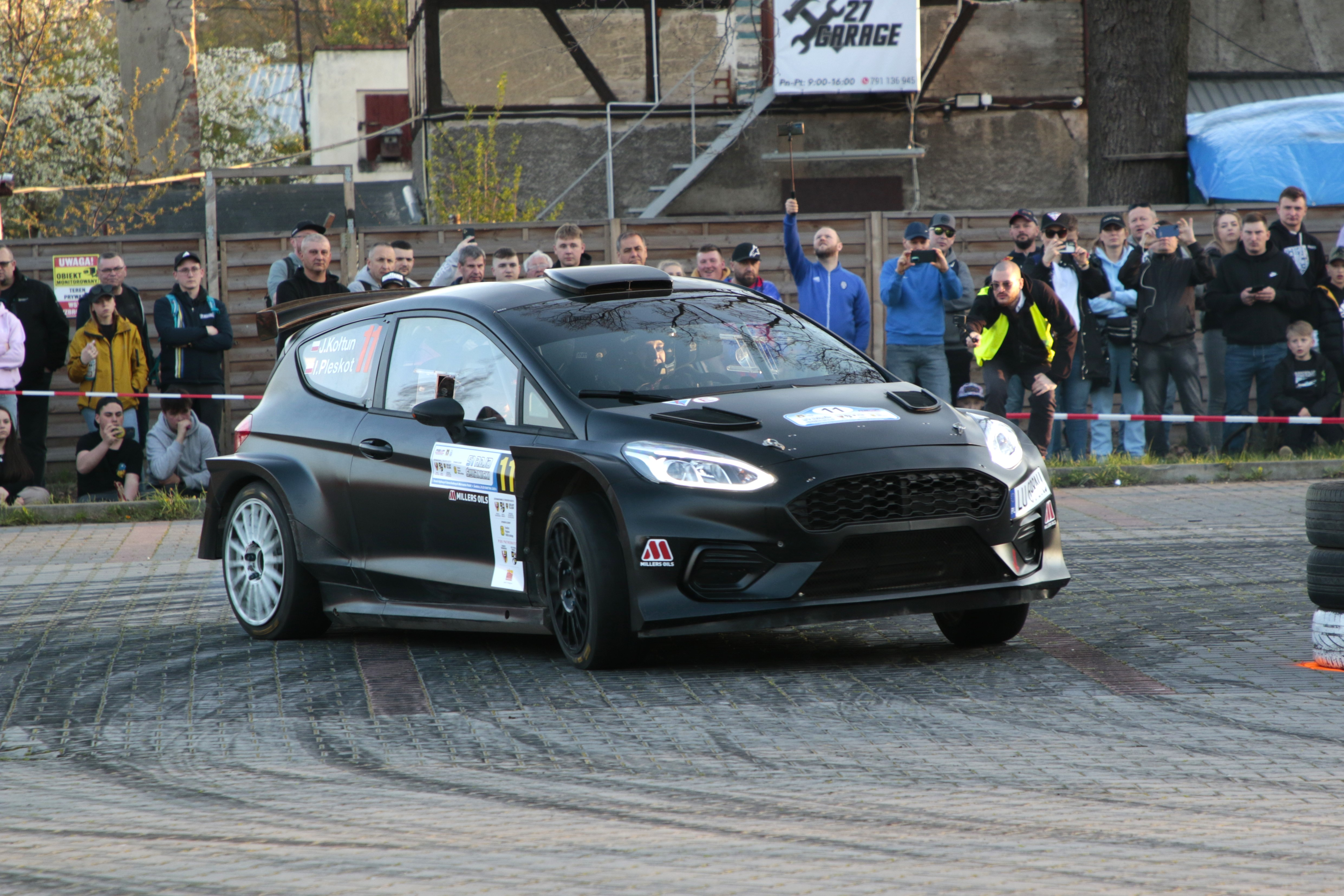
Trzeci zawodnik RSMP 2023 Jarosław Kołtun podczas Rajdu Świdnickiego 2023

| Runda | Data                         | Nazwa rajdu                  | Baza rajdu        | Nawierzchnia | Zwycięzca         |
| ----- | ---------------------------- | ---------------------------- | ----------------- | ------------ | ----------------- |
| 1     | 21–23 kwietnia               | 51. Rajd Świdnicki           | Świdnica          | Asfalt       | Grzegorz Grzyb    |
| 2     | 19–21 maja                   | ORLEN 79. Rajd Polski        | Mikołajki         | Szuter       | Mārtiņš Sesks     |
| 3     | 1–3 czerwca                  | 42. Rajd Podlaski            | Białystok         | Szuter       | Grzegorz Grzyb    |
| 4     | 7–8 lipca                    | 3. Valvoline Rajd Małopolski | Maków Podhalański | Asfalt       | Grzegorz Grzyb    |
| 5     | 10–12 sierpnia               | 32. Rajd Rzeszowski          | Rzeszów           | Asfalt       | Grzegorz Grzyb    |
| 6     | 8–10 września                | 7. Rajd Śląska               | Katowice          | Asfalt       | Kacper Wróblewski |
| 7     | 29 września – 1 października | 68. Rajd Wisły               | Wisła             | Asfalt       | Kacper Wróblewski |

1. ↑  Zwycięzcą klasyfikacji generalnej Rajdu Rzeszowskiego 2023 był Czech Erik Cais, Grzegorz Grzyb w klasyfikacji generalnej zajął drugie miejsce, a wygrał klasyfikację RSMP

## Wyniki
| Runda | Nazwa Rajdu                                        | Podium  | Podium              | Podium                 | Podium    |
| Runda | Nazwa Rajdu                                        | Miejsce | Kierowca            | Samochód               | Czas      |
| ----- | -------------------------------------------------- | ------- | ------------------- | ---------------------- | --------- |
| 1     | Rajd Świdnicki (21–23 kwietnia) – Wyniki           | 1       | Grzegorz Grzyb      | Škoda Fabia Rally2 evo | 1:09:34.5 |
| 1     | Rajd Świdnicki (21–23 kwietnia) – Wyniki           | 2       | Sylwester Płachytka | Škoda Fabia Rally2 evo | +14.8     |
| 1     | Rajd Świdnicki (21–23 kwietnia) – Wyniki           | 3       | Mārtiņš Sesks       | Škoda Fabia Rally2-Kit | +45.1     |
|       |                                                    |         |                     |                        |           |
| 2     | Rajd Polski (19–21 maja) – Wyniki                  | 1       | Mārtiņš Sesks       | Škoda Fabia RS Rally2  | 1:34:57.8 |
| 2     | Rajd Polski (19–21 maja) – Wyniki                  | 2       | Mikołaj Marczyk     | Škoda Fabia RS Rally2  | +1:04.9   |
| 2     | Rajd Polski (19–21 maja) – Wyniki                  | 3       | Grzegorz Grzyb      | Škoda Fabia Rally2 evo | +4:14.1   |
|       |                                                    |         |                     |                        |           |
| 3     | Rajd Podlaski (1–3 czerwca) – Wyniki               | 1       | Grzegorz Grzyb      | Škoda Fabia Rally2 evo | 50:49.6   |
| 3     | Rajd Podlaski (1–3 czerwca) – Wyniki               | 2       | Sylwester Płachytka | Škoda Fabia Rally2 evo | +11.9     |
| 3     | Rajd Podlaski (1–3 czerwca) – Wyniki               | 3       | Jarosław Szeja      | Hyundai i20 R5         | +18.0     |
|       |                                                    |         |                     |                        |           |
| 4     | Rajd Małopolski (7–8 lipca) – Wyniki               | 1       | Grzegorz Grzyb      | Škoda Fabia Rally2 evo | 1:09:51.3 |
| 4     | Rajd Małopolski (7–8 lipca) – Wyniki               | 2       | Dariusz Poloński    | Volkswagen Polo GTI R5 | +12.6     |
| 4     | Rajd Małopolski (7–8 lipca) – Wyniki               | 3       | Łukasz Byśkiniewicz | Škoda Fabia Rally2 evo | +15.9     |
|       |                                                    |         |                     |                        |           |
| 5     | Rajd Rzeszowski (10-12 sierpnia) – Wyniki          | 1       | Grzegorz Grzyb      | Škoda Fabia Rally2 evo | 1:26:11.7 |
| 5     | Rajd Rzeszowski (10-12 sierpnia) – Wyniki          | 2       | Kacper Wróblewski   | Škoda Fabia Rally2 evo | +16.2     |
| 5     | Rajd Rzeszowski (10-12 sierpnia) – Wyniki          | 3       | Łukasz Byśkiniewicz | Škoda Fabia Rally2 evo | +47.4     |
|       |                                                    |         |                     |                        |           |
| 6     | Rajd Śląska (8–10 września) – Wyniki               | 1       | Kacper Wróblewski   | Škoda Fabia Rally2 evo | 1:28:30.8 |
| 6     | Rajd Śląska (8–10 września) – Wyniki               | 2       | Łukasz Byśkiniewicz | Škoda Fabia Rally2 evo | +5.1      |
| 6     | Rajd Śląska (8–10 września) – Wyniki               | 3       | Jarosław Szeja      | Hyundai i20 R5         | +7.5      |
|       |                                                    |         |                     |                        |           |
| 7     | Rajd Wisły (29 września – 1 października) – Wyniki | 1       | Kacper Wróblewski   | Škoda Fabia Rally2 evo | 1:23:01.8 |
| 7     | Rajd Wisły (29 września – 1 października) – Wyniki | 2       | Łukasz Byśkiniewicz | Škoda Fabia Rally2 evo | +1:25.3   |
| 7     | Rajd Wisły (29 września – 1 października) – Wyniki | 3       | Jarosław Kołtun     | Ford Fiesta Rally2     | +3:18.5   |
|       |                                                    |         |                     |                        |           |

1. ↑  Zwycięzcą klasyfikacji generalnej Rajdu Rzeszowskiego 2023 był Czech Erik Cais, Grzegorz Grzyb w klasyfikacji generalnej zajął drugie miejsce, a wygrał klasyfikację RSMP.
2. ↑  Drugie miejsce w klasyfikacji generalnej Rajdu Rzeszowskiego 2023 zajął Grzegorz Grzyb, Kacper Wróblewski w klasyfikacji generalnej zajął trzecie miejsce, a klasyfikacji RSMP był drugi.
3. ↑  Trzecie miejsce w klasyfikacji generalnej Rajdu Rzeszowskiego 2023 zajął Kacper Wróblewski, Łukasz Byśkiniewicz w klasyfikacji generalnej zajął czwarte miejsce, a klasyfikacji RSMP był trzeci.

## Klasyfikacja końcowa kierowców RSMP 2023[13]
Punkty otrzymuje 15 pierwszych zawodników, którzy ukończą rajd według klucza:
| Miejsce | 1  | 2  | 3  | 4  | 5  | 6  | 7  | 8  | 9 | 10 | 11 | 12 | 13 | 14 | 15 |
| Punkty  | 30 | 24 | 21 | 19 | 17 | 15 | 13 | 11 | 9 | 7  | 5  | 4  | 3  | 2  | 1  |

Dodatkowe punkty zawodnicy zdobywają za ostatni odcinek specjalny zwany Power Stage, punktowany: za zwycięstwo – 5, drugie miejsce – 4, trzecie – 3, czwarte – 2 i piąte – 1 punkt.
| Miejsce | 1 | 2 | 3 | 4 | 5 |
| Punkty  | 5 | 4 | 3 | 2 | 1 |

W tabeli uwzględniono miejsce, które zajął zawodnik w poszczególnym rajdzie, a w indeksie górnym umieszczono miejsce zajęte na ostatnim, dodatkowo punktowanym odcinku specjalnym tzw. Power Stage.
| Poz. | Kierowca            | Świdnicki | Polski | Podlaski | Małopolski | Rzeszowski | Śląska | Wisły | Suma punktów |
| ---- | ------------------- | --------- | ------ | -------- | ---------- | ---------- | ------ | ----- | ------------ |
| 1    | Grzegorz Grzyb      | 14        | 34     | 1        | 13         | 13         | 43     |       | 178          |
| 2    | Łukasz Byśkiniewicz | 45        | 4      | 4        | 31         | 34         | 24     | 2     | 163          |
| 3    | Jarosław Kołtun     | 7         | 6      | 65       | 5          | 5          | 6      | 3     | 119          |
| 4    | Sylwester Płachytka | 21        | 53     | 2        | NU         | 42         | 5      | NU    | 118          |
| 5    | Jarosław Szeja      | 53        | 225    | 3        | NU         |            | 32     | NU    | 67           |
| 6    | Aleksander Terlecki | 8         |        | 15       | 7          | 7          | 7      | NU    | 51           |
| 7    | Jakub Matulka       | 10        | 15     | 8        | 10         | NU         | 11     | 4     | 50           |
| 8    | Dariusz Poloński    | NU        |        |          | 2          | 6          | 29     | NU    | 43           |
| 9    | Rafał Kwiatkowski   | 9         | NU     | 9        | 6          | NU         | 9      |       | 42           |
| 10   | Łukasz Kotarba      | NU        | 23     | 53       | 4          | 26         |        |       | 41           |
| 11   | Gracjan Predko      | 12        | 8      | 12       | 13         | 9          | 13     | 10    | 41           |
| 12   | Hubert Kowalczyk    | 14        | 13     | 18       | 9          | 12         | 10     | 7     | 38           |
| 13   | Piotr Parys         | 6         | 21     | 7        | NU         | 10         | 22     | NU    | 35           |
| 14   | Marek Nowak         | 15        | 26     | 17       | 11         | 14         | 12     | 54    | 31           |
| 15   | Piotr Krotoszyński  | 16        | 9      | 10       | 19         | 11         | 15     | 9     | 31           |
| 16   | Jacek Sobczak       | NU        |        | 14       | NU         | 8          | 8      |       | 24           |
| 17   | Marek Roefler       | 19        | 7      | 11       | NU         |            | 17     |       | 18           |
| 18   | Michał Chorbiński   | 26        |        |          | 14         | NU         | 20     | 6     | 17           |
| 19   | Michał Tochowicz    | 11        |        |          | 8          | NU         | NU     | NU    | 16           |
| 20   | Błażej Gazda        | 21        | 14     | 21       | NU         | 29         | 14     | 85    | 16           |
| 21   | Tomasz Ociepa       |           | 10     | NU       | 18         | 15         | 18     |       | 8            |
| 22   | Filip Pindel        | 17        | 12     | 20       | 12         |            |        |       | 8            |
| 23   | Marcin Kowal        | 23        | 24     | NU       |            | 18         | NU     | 11    | 5            |
| 24   | Artur Długosz       | 20        | 11     | 19       | NU         |            |        |       | 5            |
| 25   | Kamil Bronikowski   | 37        |        |          | NU         | 23         | 24     | 12    | 4            |
| 26   | Tadeusz Bieńko      |           | 16     | 23       | 25         | NU         | 31     | 13    | 3            |
| 27   | Jakub Ulanowski     |           |        |          |            | 13         | NU     | NU    | 3            |
| 28   | Piotr Ćwikliński    | NU        | 19     | 24       | 16         | 19         | 23     | 14    | 2            |
| 29   | Paweł Grzywacz      | 22        |        | 16       | NU         | 20         | 19     | 15    | 1            |
| NK   | Kacper Wróblewski   |           |        |          |            | 21         | 1      | 1     | 99           |
| NK   | Mārtiņš Sesks       | 32        | 1      |          |            | 28         |        |       | 60           |
| NK   | Mikołaj Marczyk     |           | 2      |          |            |            |        |       | 28           |
| NK   | Grzegorz Bonder     | 13        |        | 13       | 32         |            |        |       | 6            |
| NK   | Artur Równiatka     | NU        |        |          | 15         |            |        |       | 1            |
| Poz. | Kierowca            | Świdnicki | Polski | Podlaski | Małopolski | Rzeszowski | Śląska | Wisły | Suma punktów |

| Kolor     | Opis                   |
| --------- | ---------------------- |
| Złoty     | Zwycięzca              |
| Srebrny   | 2 miejsce              |
| Brązowy   | 3 miejsce              |
| Zielony   | Punktowane miejsce     |
| Niebieski | Ukończył nie punktował |
| Fioletowy | Nie ukończył NU        |
| Fioletowy | Nie klasyfikowany NK   |
| Czarny    | Wykluczony X           |
| Biały     | Nie wystartował NW     |
| Puste     | Nie brał udziału       |

## Statystyki sezonu 2023[14]
Zwycięzcy odcinków specjalnych:
| Lp. | Kierowca            | Liczba |
| --- | ------------------- | ------ |
| 1   | Grzegorz Grzyb      | 24     |
| 2   | Kacper Wróblewski   | 17     |
| 3   | Mārtiņš Sesks       | 12     |
| 4   | Jarosław Szeja      | 10     |
| 5   | Sylwester Płachytka | 9      |
| 6   | Łukasz Byśkiniewicz | 5      |
| 6   | Dariusz Poloński    | 5      |
| 8   | Mikołaj Marczyk     | 3      |
| 9   | Łukasz Kotarba      | 1      |

Liderzy rajdu:
| Lp. | Kierowca            | Liczba |
| --- | ------------------- | ------ |
| 1   | Grzegorz Grzyb      | 35     |
| 2   | Mārtiņš Sesks       | 15     |
| 2   | Kacper Wróblewski   | 15     |
| 4   | Jarosław Szeja      | 12     |
| 5   | Łukasz Byśkiniewicz | 3      |
| 6   | Sylwester Płachytka | 2      |
| 6   | Dariusz Poloński    | 2      |
| 8   | Mikołaj Marczyk     | 1      |

## Zwycięzcy klas, zespoły i kluby
Pogrubiona czcionką wyróżniono Mistrzów, Wicemistrzów i Drugich Wicemistrzów Polski.

### Punktacja RSMP - Klasyfikacja 2WD[15]
| Miejsce | Kierowca         | Pilot            | Punkty |
| ------- | ---------------- | ---------------- | ------ |
| 1       | Gracjan Predko   | Michał Jurgała   | 186    |
| 2       | Hubert Kowalczyk | Jarosław Hryniuk | 170    |
| 3       | Marek Nowak      | Adam Grzelka     | 157    |

### Punktacja RSMP - Klasyfikacja w klasie 2[16]
| Miejsce | Kierowca            | Pilot             | Punkty |
| ------- | ------------------- | ----------------- | ------ |
| 1       | Grzegorz Grzyb      | Adam Binięda      | 178    |
| 2       | Łukasz Byśkiniewicz | Daniel Siatkowski | 163    |
| 3       | Jarosław Kołtun     | Ireneusz Pleskot  | 121    |

### Punktacja RSMP - Klasyfikacja w klasie 3[17]
| Miejsce | Kierowca           | Pilot            | Punkty |
| ------- | ------------------ | ---------------- | ------ |
| 1       | Jakub Matulka      | Daniel Dymurski  | 182    |
| 2       | Piotr Krotoszyński | Mateusz Martynek | 177    |
| 3       | Piotr Parys        | Damian Syty      | 151    |

### Punktacja RSMP - Klasyfikacja w klasie 7[18]
| Miejsce | Kierowca         | Pilot            | Punkty |
| ------- | ---------------- | ---------------- | ------ |
| 1       | Gracjan Predko   | Michał Jurgała   | 204    |
| 2       | Hubert Kowalczyk | Jarosław Hryniuk | 188    |
| 3       | Marek Nowak      | Adam Grzelka     | 177    |

### Punktacja RSMP - Klasyfikacja w klasie 4R2[19]
| Miejsce | Kierowca          | Pilot            | Punkty |
| ------- | ----------------- | ---------------- | ------ |
| 1       | Krzysztof Nazaruk | Adam Kędzierski  | 145    |
| 2       | Tadeusz Bieńko    | Jakub Brzeziński | 136    |
| 3       | Michał Chorbiński | Adam Chrzanowski | 126    |

### Punktacja RSMP - Klasyfikacja w klasie NAT2[20]
| Miejsce | Kierowca         | Pilot           | Punkty |
| ------- | ---------------- | --------------- | ------ |
| 1       | Piotr Ćwikliński |                 | 189    |
| 2       | Paweł Grzywacz   | Błażej Czekan   | 161    |
| 3       | Artur Równiatka  | Wojciech Habuda | 35     |

### Punktacja RSMP - Klasyfikacja w klasie NAT3[21]
| Miejsce | Kierowca        | Pilot             | Punkty |
| ------- | --------------- | ----------------- | ------ |
| 1       | Jacek Sobczak   | Mateusz Pawłowski | 105    |
| 2       | Jacek Michalski |                   | 70     |
| 3       | Patryk Grodzki  |                   | 58     |

### Punktacja RSMP - Klasyfikacja w klasie NAT4[22]
| Miejsce | Kierowca            | Pilot                | Punkty |
| ------- | ------------------- | -------------------- | ------ |
| 1       | Sergiusz Janowski   | Krzysztof Grzenia    | 161    |
| 2       | Michał Anaszkiewicz | Wojciech Kozłowski   | 109    |
| 3       | Mateusz Roszkowski  | Aleksandra Piekarska | 97     |

### Punktacja RSMP - Klasyfikacja w klasie HR2[23]
| Miejsce | Kierowca          | Pilot             | Punkty |
| ------- | ----------------- | ----------------- | ------ |
| 1       | Tomasz Piechowicz | Arkadiusz Skorupa | 94     |
| 2       | Filip Stopa       |                   | 65     |
| 3       |                   |                   |        |

### Punktacja RSMP - Klasyfikacja w klasie HR3[24]
| Miejsce | Kierowca          | Pilot        | Punkty |
| ------- | ----------------- | ------------ | ------ |
| 1       | Kamil Bronikowski | Tomasz Tkacz | 105    |
| 2       |                   |              |        |
| 3       |                   |              |        |

### Punktacja RSMP - Klasyfikacja w klasie HR4[25]
| Miejsce | Kierowca         | Pilot               | Punkty |
| ------- | ---------------- | ------------------- | ------ |
| 1       | Jerzy Smagała    | Michał Miklaszewski | 70     |
| 2       | Mateusz Kokoszka | Łukasz Szwed        | 63     |
| 3       | Piotr Piesko     | Mateusz Kacprzak    | 35     |

### Punktacja RSMP - Klasyfikacja klubowa[26]
| Miejsce | Klub                         | Punkty |
| ------- | ---------------------------- | ------ |
| 1       | Automobilklub Polski         | 505    |
| 2       | Automobilklub Ziemi Tyskiej  | 456    |
| 3       | Stowarzyszenie G4 Sport Club | 428    |

### Punktacja RSMP - Klasyfikacja Zespołów Sponsorskich[27]
| Miejsce | Klub                      | Punkty |
| ------- | ------------------------- | ------ |
| 1       | EVOTECH PROFIAUTO         | 306    |
| 2       | RALLYTECHNOLOGY           | 223    |
| 3       | GK FORGE LOTTO RALLY TEAM | 99     |

### Punktacja RSMP - Klasyfikacja w klasie RN1[28]
| Miejsce | Kierowca             | Pilot                | Punkty |
| ------- | -------------------- | -------------------- | ------ |
| 1       | Kamil Kawalec        | Sebastian Krzyżowski | 139    |
| 2       | Piotr Wincencik      | Jakub Sawiński       | 109    |
| 3       | Aleksander Kołodziej |                      | 97     |

### Punktacja RSMP - Klasyfikacja w klasie RN2[29]
| Miejsce | Kierowca      | Pilot         | Punkty |
| ------- | ------------- | ------------- | ------ |
| 1       | Kajetan Tatar | Marcin Nawrol | 100    |
| 2       |               |               |        |
| 3       |               |               |        |

### Punktacja RSMP - Klasyfikacja w klasie RN3[30]
| Miejsce | Kierowca       | Pilot              | Punkty |
| ------- | -------------- | ------------------ | ------ |
| 1       | Rafał Wyderka  | Marcel Klaja-Derda | 128    |
| 2       | Damian Boncela | Jacek Wasilewski   | 122    |
| 3       | Łukasz Godula  | Daniel Nowak       | 121    |